# فاغنر (باهيا)
فاغنر بلدية في ولاية باهيا في المنطقة الشمالية الشرقية من البرازيل. 